# ハンナ・ダヴィスキバ
ハンナ・ダヴィスキバ（ベラルーシ語: Ганна Давыскіба、ラテン文字転写: Hanna Davyskiba、旧姓：フリシュケビッチ、2000年2月8日 - ）は、ベラルーシの女子バレーボール選手。ベラルーシ代表。

## 来歴

### クラブチーム
ミンスク出身。2015年、Minchanka Minskへ入団。2015/16～2017/18シーズンにかけてベラルーシ国内リーグで3連覇を果たした。出産と産休のため1年間のブランクを経て2020年7月にイタリアのヴェロ・バレー・ミラノと契約し、同年8月にチームへ合流。3年間プレーし、2020/21シーズンのCEV Challenge Cupで優勝、2021/22、2022/23シーズンのイタリアセリエA1リーグでは2年連続で準優勝した。2023年6月、バレー・ベルガモへの移籍が発表され、1年間プレーした。セリエA1リーグシーズン終了後にはインドネシアのBandung BJB Tandamataでプレーした。2024年5月、イル・ビゾンテ・フィレンツェへの移籍が発表され、2024/25シーズンのイタリアセリエA1リーグに出場した。

### 代表チーム
アンダーカテゴリーの代表を経て、2016年にシニア代表に初選出。同年のヨーロッパリーグでデビューした。2017年、U-19世界選手権に出場した。同年のU-18欧州選手権では銅メダルを獲得した。2019年、ヨーロッパリーグでは銅メダルを獲得した。2021年、欧州選手権に出場した。

## 人物
ベラルーシ代表のバレーボール選手であるウラジスラウ・ダヴィスキバと結婚した。

## 球歴
- 欧州選手権 - 2021年

## 所属チーム
- Minchanka Minsk（2015-2019年）
- ヴェロ・バレー・ミラノ（2020-2023年）
- バレー・ベルガモ（2023-2024年）
- Bandung BJB Tandamata（2024年）
- イル・ビゾンテ・フィレンツェ（2024年-）